# The Codfish Industry in Newfoundland
The Codfish Industry in Newfoundland è un cortometraggio muto del 1912 
Non si conosce il nome del regista del film, un documentario prodotto dalla Edison e girato nel Canada, nel Newfoundland e Labrador.

## Trama
L'importanza dell'industria del merluzzo a Terranova e nel Labrador vista attraverso il gran numero di navi impiegate in quel commercio. Un altro punto di interesse è la lavorazione del pescato, seguendone il processo di essiccazione: migliaia di pesci vengono esposti al sole; dopodiché sono pronti per essere inviati in ogni parte del mondo.

## Produzione
Il film fu prodotto dalla Edison Company.

## Distribuzione
Distribuito dalla General Film Company, il film - un cortometraggio di cento metri - uscì nelle sale cinematografiche degli Stati Uniti il 5 gennaio 1912. Nelle proiezioni, veniva programmato con il sistema dello split reel, accorpato in un'unica bobina con un altro cortometraggio prodotto dalla Edison, la commedia Freezing Auntie.